# NGC 7662
NGC 7662 (appelée également nébuleuse de la Boule de neige bleue est une nébuleuse planétaire située dans la constellation d'Andromède. NGC 7662 a été découverte par l'astronome germano-britannique William Herschel en 1784.

## Observation
Avec une magnitude visuelle apparente de 8,3, on peut l'observer avec des jumelles dont l'ouverture est de 40 à 80 mm ou avec un petit télescope.  

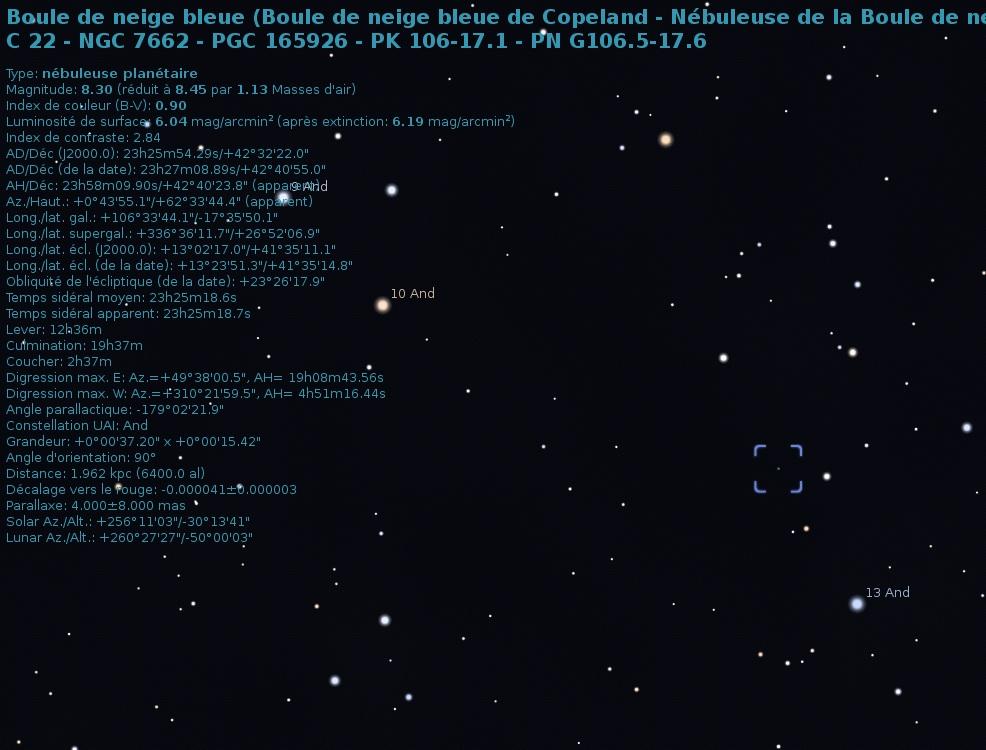
Localisation de NGC 7662 dans la constellation d'Andromède (Stellarium).

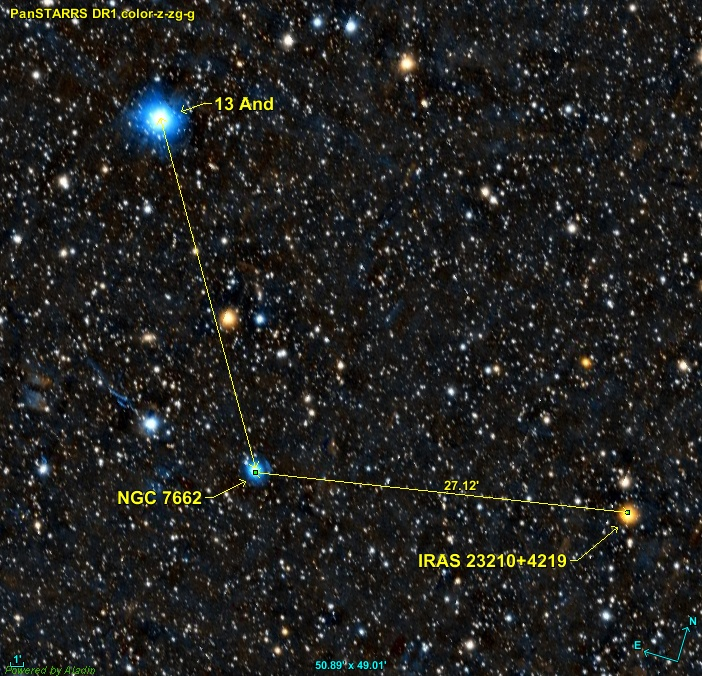
Position de NGC 7662 par rapport deux étoiles.

Aucune étoile d'envergure ne se situe près de NGC 7662, aussi elle peut être difficile à localiser. Les deux étoiles les plus rapprochées sont 13 Andromedae, une étoile variable de magnitude variant entre 5,73 et 5,77, donc seulement visible depuis un endroit sombre et exempt de pollution lumineuse, et IRAS 23210+4219 une étoile variable à longue période dont la magnitude est de 10,57 ± 0,57. 

## Caractéristique

### Dimension apparente et taille réelle
La dimension apparente d'une nébuleuse planétaire est une caractéristique très difficile à déterminer. Elle dépend évidemment du temps d'exposion ainsi que du domaine du spectre électromagnétique utilisés. Pour donner un exemple, une image à très long temps d'exposition captée par le Télescope optique nordique de l'observatoire du Roque de los Muchachos a permis de mesurer la taille l'immense halo de la nébuleuse de l'Œil de Chat dont le diamètre atteindrait plus de trois années-lumière, une dimension insoupçonnée jusqu'alors. Il n'est donc pas étonnant que plusieurs valeurs de la dimension apparente soient proposées dans la littérature. 
D'autres exemples nous sont présentés dans un article puclié en 2002 pour une dizaine de nébuleuses planétaires. Dans cet article, on distingue trois structures différentes, la jante (rim) la coquille (shell) et le halo. Les valeurs des dimensions apparentes de ces trois structures pour NGC 7662 sont respectivement 6', 15' et 67'. En utilisant la valeur de 67' et un calcul simple, on peut déterminer que la taille maximale de NGC 7662 est de 0,605 ± 0,033 pc (∼1,97 al).
Dans un autre article publié en 1998, on distingue aussi trois structures dont les dimensions sont pour la coquille interne de NGC 7662 sont d'environ 0,11 pc (∼0,359 al) par environ 0,080 pc (∼0,261 al), pour la coquille externe d'environ 0,19 pc (∼0,62 al) et d'environ 0,80 pc (∼2,61 al) pour le halo. Ces valeurs sont calculées en utilisant une distance égale à environ 1 163 pc (∼3 790 al), distance qui est nettement inférieure aux valeurs obtenues par les récentes mesures du satellite Gaia. Le même auteur avec deux autres collaborateurs a publié un article en 2004 dans lequel les dimensions ont été réévaluées, environ 0,050 pc (∼0,163 al) par environ 0,076 pc (∼0,248 al) pour la coquille interne et environ 0,109 pc (∼0,356 al) par environ 0,130 pc (∼0,424 al) pour la coquille externe.

### Vitesse
Deux valeurs de la vitesse sont indiquées sur la base de données Simbad, soit −12,2 km/s et 12,2 ± 0,9 km/s. Une troisième quantité est aussi indiquée dans la catégorie vitesse, il s'agit de la valeur du décalage vers le rouge z égale à 0,000 714 ± 0,000 12. On peut déduire la vitesse de la nébuleuse de cette valeur en utilisant l'équation v = z c. Cela donne une vitesse positive de 214 km/s. Il s'agit donc d'une erreur, d'autant plus que NGC 7662 n'apparaît nulle part dans cette publication.
Dans une publication plus récente basée sur les mesures prises par le satellite Gaia, cette vitesse estimée à 27 km/h, soit 0,45 km/s. Comme on peut le constater, la mesure de la vitesse radiale, basée sur le décalage Doppler de certaines raies du spectre d'une nébuleuse planétaire est très impécise.  

### Distance
Trois valeurs de la distance sont indiquées sur Simbad, soit 1 757,47 ± 103,163 pc (∼5 730 al), 1 870 ± 374 pc (∼6 100 al) et environ 1 863 pc (∼6 080 al). La moyenne et l'écart type sont égaux à 1 863 ± 102 pc (∼6 080 al). 
La parallaxe obtenue par le relevé Gaia est égale à 0,569 0 ± 0,033 4 mas. Cela correspond à une distance de 1 757+110
−97 pc, distance semblable à celle citée dans le paragraphe précédent. Danss un article puclié antérieurment (2002), Corradi et ses collègues proposent une distance très supérieure, soit environ 2,2 kpc (∼7 180 al). 

### Étoile centrale
La température de l'étoile centrale est donnée par log10T=5,05,soit T = 105,05 = 1,12 x 105°C et elle est de type spectral O(H). Sa masse est égale à 1,362 {\displaystyle M_{\odot }} et sa luminosité est donnée par log10L/{\displaystyle L_{\odot }} = 3 ,61, soit L = 103,61{\displaystyle L_{\odot }} = 4074 {\displaystyle L_{\odot }}. Corradi et ses collègues indiquent aussi des valeurs très semblables, soit log10T = 5,00 et log10L = 3,99. 

### Âge
On peut estimer l'âge des diverses parties d'une nébuleuse planétaire en connaissant leur vitesse d'expansion. L'âge cinématique de la coquille interne est de 700 a et celle de la coquille externe est de 1 050 a.

## Galerie

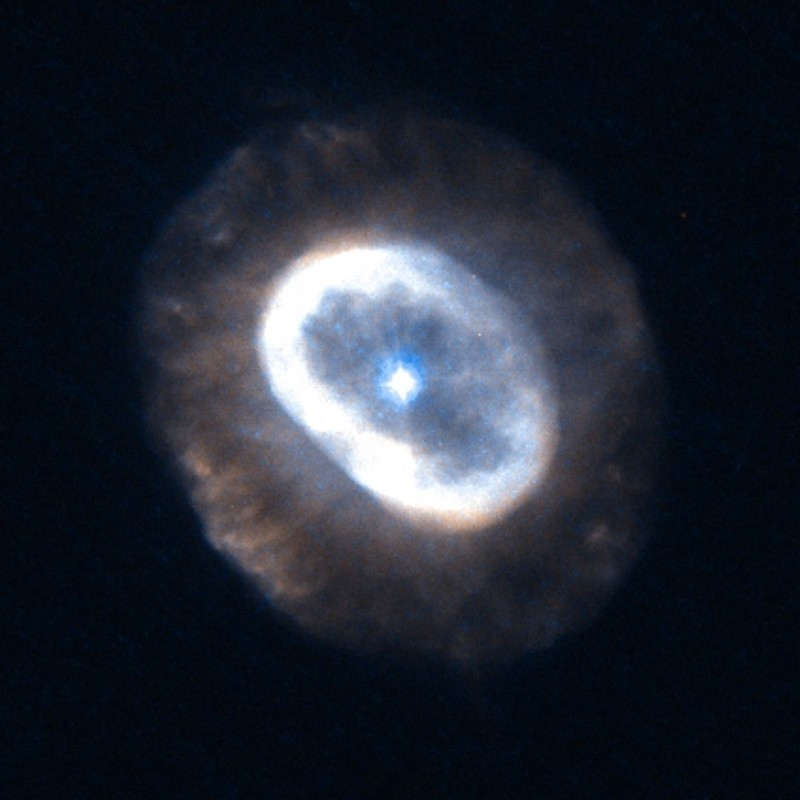
La nébuleuse planétaire par le télescope spatial Hubble.
Une autre image provenant des données captées par Hubble.
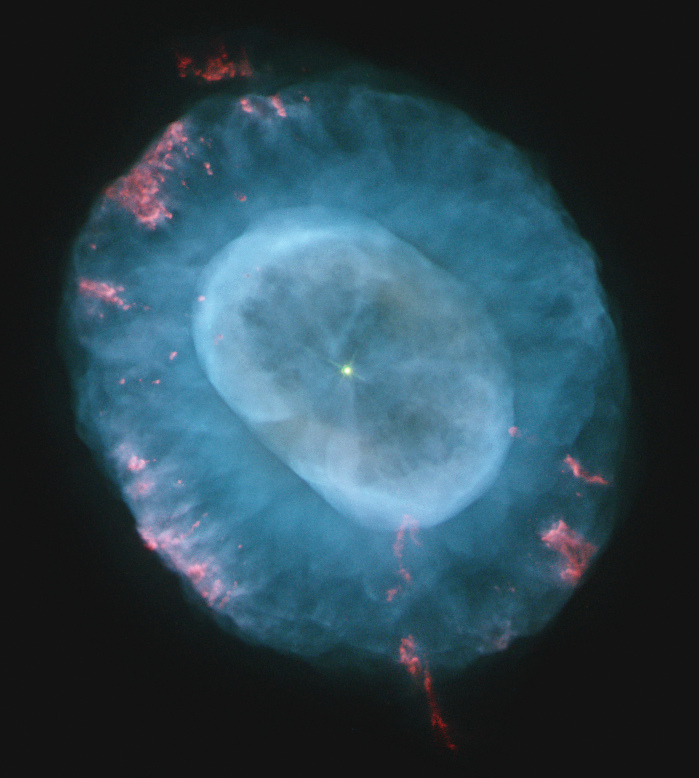
Autre interprétation des données de Hubble par Judy Schmitdt
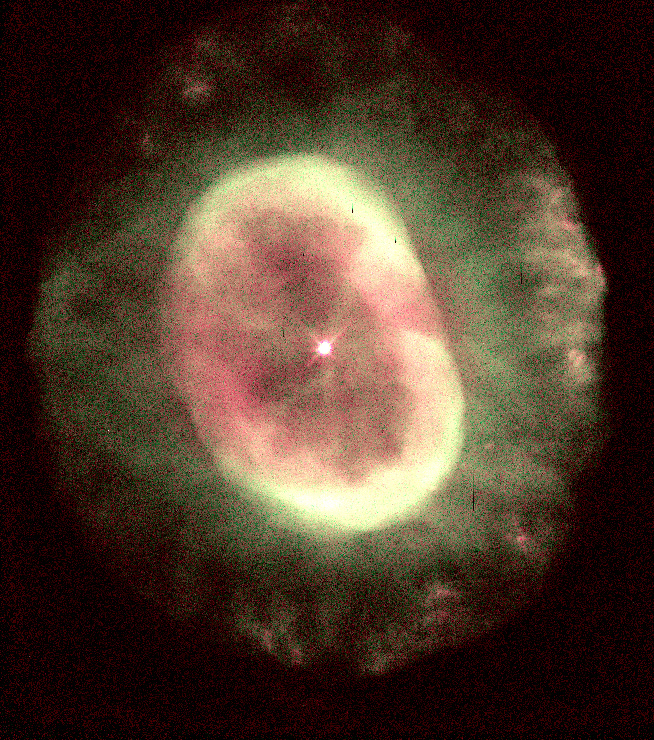
Autre image de la galerie de photos de Wiki
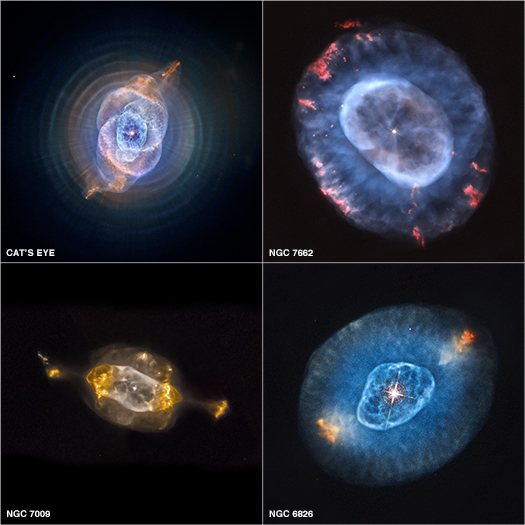
Pour qu'on puisse comparer, quatre nébuleuses planéaire sur la même image.